# Maciej Lampe
Maciej Bolesław Lampe (* 5. Februar 1985 in Łódź) ist ein ehemaliger polnischer Basketballspieler.

## Werdegang

### Anfänge
Maciej Lampe wurde in Polen geboren, wuchs jedoch in der schwedischen Hauptstadt Stockholm auf, wo er sich mit Damir Markota anfreundete, der später ebenfalls Profibasketballspieler wurde. Neben der polnischen besitzt Lampe auch die schwedische Staatsangehörigkeit. Als Jugendlicher wechselte er in die Basketballabteilung von Real Madrid. In Madrid entwickelte er sich zu einem der größten Basketballtalente Europas. Für Reals Mannschaft in der Liga ACB bestritt er elf Einsätze.

### Vereinigte Staaten
Lampe galt im Vorfeld des NBA-Draftverfahrens 2003 neben Darko Miličić als der europäische Spieler mit den besten Aussichten bei dem Prozedere. Viele Fachleute erachteten Lampe als einen Spieler, der auf einem der ersten 13 Plätze ausgewählt werden könnte. Aufgrund der schwierigen Vertragslage und der hohen Ablöseforderung von Real Madrid, die für einen Wechsel in die NBA festgesetzt wurde, scheuten viele NBA-Mannschaften das Risiko, Lampe in der ersten Draftrunde auszuwählen. Schlussendlich sicherten sich die New York Knicks an 30. Stelle die Rechte an Lampe.
In der NBA Summer League in Utah spielte Lampe für die Knicks und überzeugte mit 17,2 Punkten und 7,0 Rebounds pro Spiel. Die New Yorker entschlossen sich daraufhin, Lampe aus dem Vertrag mit Real Madrid herauszukaufen. Aufgrund einer Verletzung spielte Lampe jedoch nie für die Knicks, stattdessen wurde er im Januar 2004 an die Phoenix Suns abgegeben. Er war bis dahin der jüngste Spieler in Phoenix’ Mannschaftsgeschichte. Seine Rookie-Saison schloss er mit 4,6 Punkten in 10,7 Minuten pro Spiel ab. Nachdem er im zweiten Jahr wenig Spielzeit erhalten hatte, wurde er zu den New Orleans Hornets transferiert. Im Gegenzug wurde ein Draftauswahlrecht an Phoenix übertragen, mit dem später Lampes Landsmann Marcin Gortat ausgewählt wurde.
In New Orleans setzte sich Lampe ebenfalls nicht durch. 2006 wurde er zu den Houston Rockets transferiert. Nach der Saison fand Lampe keine Arbeitgeber in der NBA. Seine NBA-Mittelwerten lauteten bis dahin 3,4 Punkte und 2,2 Rebounds pro Spiel. 2010 spielte Lampe in der NBA-Sommerliga für die Cleveland Cavaliers, enthält anschließend aber keinen Vertrag.

### Russland und Israel
Nach dem Ende seiner NBA-Zeit schloss sich Lampe 2006 zunächst BK Dynamo Sankt Petersburg an. Er verließ die Mannschaft, nachdem bekannt geworden war, dass die Mannschaft aufgrund von Zahlungsunfähigkeit aus der Liga verbannt wurde. Noch im selben Jahr schloss er sich BK Chimki an. Chimki schlug ZSKA Moskau im Pokalendspiel 2008, Lampe wurde als bester Spieler des Finals ausgezeichnet. Insgesamt spielte er drei Jahre für Chimki, ehe er nach Israel wechselte.
Nach einem kurzen Gastspiel bei Maccabi Tel Aviv kehrte Lampe nach Russland zurück. Er unterschrieb im Januar 2010 einen Vertrag bei UNICS Kasan. Mit Kasan gewann Lampe den ULEB-Eurocup 2011. Für seine Leistungen wurde er ins All-Eurocup 1st Team gewählt. Ebenso wurde Lampe als in dieser Saison als bester Spieler der russischen Liga ausgezeichnet. Für Kasan erzielte Lampe in 96 Spielen 15,9 Punkte je Begegnung.

### Spanien und Türkei
Im Juli 2011 unterschrieb Lampe bei Saski Baskonia einen Zweijahresvertrag und kehrte damit nach Spanien zurück. Im August 2013 wechselte er zum Ligakonkurrenten FC Barcelona, mit dem er 2014 die spanische Meisterschaft gewann. In der Saison 2014/15 nahm er mit Barcelona an der Euroleague teil und erzielte in 24 Einsätzen im Durchschnitt 7,1 Punkte und 3,8 Rebounds.
Im August 2015 gab Lampe seinen Wechsel zum türkischen Spitzenklub Beşiktaş Istanbul bekannt. Er wurde zu einem wichtigen Spieler der Mannschaft und 2016 zum All-Star-Spiel der türkischen Liga eingeladen.

### Spätere Laufbahn
Im Juli 2016 gab Lampe seinen Wechseln nach China zu Shenzhen Leopards bekannt. Nach einem Jahr wechselte er zu den Qingdao Eagles, im Sommer 2018 unterzeichnete er bei Jilin Northeast Tigers einen neuen Vertrag. 2019/20 spielte Lampe ebenfalls in der Volksrepublik für die Sichuan Blue Whales.
Er stand des Weiteren zweimal bei Al-Manama in Bahrain unter Vertrag, Ende Dezember 2020 schloss er sich dem polnischen Verein Wilki Morskie Szczecin an. Im April 2021 wurde Lampe von Limoges CSP verpflichtet, um den verletzten Jerry Boutsiele zu ersetzen.

## Nationalmannschaft
Lampe gehörte bei der Europameisterschaft 2009 im eigenen Land zum Aufgebot der polnischen Nationalmannschaft. Ebenso nahm er an der Europameisterschaft 2013 in Slowenien teil.